# Битва при Брунанбурге
Битва при Брунанбурге (англ. Battle of Brunanburh, гэльск. Blàr Bhrunanburh, валл. Brwydr Brunanburh) — сражение между войсками англосаксов, возглавляемых королём Этельстаном и его братом Эдмундом, и объединённой армией из скандинавов и кельтов под командованием норвежско-ирландского короля Дублина Олафа Гутфритссона, короля Шотландии Константина II и короля Стратклайда Эоган I, произошедшее в 937 году (по некоторым данным — в 934 году).
После победы Этельстана в 927 году над викингами под Йорком у него возник территориальный спор с шотландским королём Константином, связанный с правами на Уэссекс и шотландское королевство Альба. После бракосочетания дочери Константина II со скандинавским королём Дублина Олафом III Гутфритссоном начал складываться анти-саксонский союз, к которому также присоединились король Стратклайда Эоган I и эрлы Нортумбрии.
Точное местонахождение поля битвы пока не установлено. Принято лишь, что она произошла в северной Англии или на юге Шотландии. В скандинавской «Саге об Эгиле», сложенной во второй половине X века, но записанной около 1220 года, местом сражения названа «равнина Винхейд возле леса Винуског», к северу от которой располагалась некая «крепость». Однако описанное в «Саге об Эгиле» сражение произошло (как с очевидностью следует из хронологии саги) в начале правления Этельстана, то есть в середине двадцатых годов X века, так что битва на равнине Винхейд и битва при Брунанбурге — два разных сражения. Они отождествляются чисто по недоразумению; игнорируется тот факт, что такое отождествление ломает хронологию саги.
Битва была кровопролитной, в ней приняли участие множество наёмников ирландского и бриттского происхождения. В ходе сражения погибли 5 шотландских «королей» (местных правителей или предводителей кланов) и 7 скандинавских ярлов. Также пали 2 двоюродных брата английского короля Этельстана и англосаксонский епископ. Исход сражения решило использование саксами отрядов кавалерии против преимущественно пешего войска норвежцев, ирландцев и скоттов. Битва закончилась полной победой англичан.
О битве при Брунанбурге сообщают ряд средневековых летописей. Основной материал по этой теме можно почерпнуть в «Англосаксонской хронике», а также в ирландских «Анналах Тигернаха» и «Анналах Ульстера». Битва при Брунанбурге также упоминается в исландских сагах, в частности, в упомянутой выше «Саге об Эгиле», где при описании ее превалирует легендарно-мифологический элемент. Позднее не раз упомянута в творчестве Хорхе Луиса Борхеса.